# Wyłazy (przystanek kolejowy)
Wyłazy (biał. Вылазы; ros. Вылазы) – przystanek kolejowy pomiędzy miejscowościami Wyłazy i Starosiele, w rejonie pińskim, w obwodzie brzeskim, na Białorusi. Leży na linii Homel - Łuniniec - Żabinka.